# Айез Седай
Айез Седай е името на определено общество във фентъзи поредицата на Робърт Джордан, „Колелото на времето“. Това общество е съставено единствено от жени, имащи таланта да „преливат“.

## Описание
Терминът Айез Седай произлиза от Стария език и буквално означава „слуги на всички.“ Това може да бъде подвеждащо, защото на практика Айез Седай имат много висок социален статус и будят респект с таланта си да преливат Сайдар - женската половина на Единствената сила. Практически това им дава способности сравними с тези на магьосниците, които присъстват в редица други фентъзи произведения. Въпреки това в книгите от поредицата никъде не се споменава думата магия и аналогията би била неточна. Р. Джордан дава много прецизно описание на механизмите свързани със Сайдин, Сайдар и Единствената сила, каквото не може да бъде намерено в повечето случаи на използване на „магия“.
Главно средище на Айез Седай е Бялата Кула, разположена в града Тар Валон. Тази кула представлява политически център на сестринството, но едновременно е своеобразен университет, в който се обучават жени имащи таланта да преливат.
За да постигне статуса на пълноправна Айез Седай всяка жена трябва да премине през период на обучение като Новачка, а след това и като Посветена.
В миналото мъжете имащи таланта да преливат също са били наричани Айез Седай, но това се променя след като Тъмният успява да опетни мъжката половина на силата. Оттогава нататък преливането причинява лудост у мъжете и начинът, по който те са третирани от Бялата кула е един основните фактори, определящи специфичния облик на обществото.

## Амирлински трон и Аджи
Начело на Бялата кула стои Амирлинския Трон - Айез Седай, която веднъж придобила този пост го запазва до смъртта си. Амирлин се издига от главите на седемте Аджи, на които е разделено сестринството. Следва описание на отделните Аджи.

### Синя Аджа
Пламенни следовнички на каузи, обичат справедливостта. Традиционни съюзници на Зелената Аджа. Популярни представители: Моарейн Седай, Сюан Сейдай

### Зелена Аджа
Наричана още „Бойна Аджа“, тя подготвя сестринството за Деня на последната битка, когато ще са наложи да премерят сили с Тъмния. Това е може би най-позитивно насторената към мъжете Аджа. Типично за тях е да имат повече от един Стражник и дори да се женят за тях. Айез Сейдай от зеланата аджа са похотливи, често нарушават забрани да обвържат мъж против волята му  за Стражник - практика, която се счита равносилна на изнасилване и се наказва в Тар Валон. Изглежда зелените гледат лековато на наказанията - зелената Алана обвързва Ранд ал Тор без да го пита за съгласие; Червената Теслин Седай предупрежава Мат Каутон, че зелената Джолайн му е хвърлила око ("Тя не е разумна. Възхитил си я като лъскава играчка") и трябва да внимава "да не се окаже обвързан, без дори да е разбрал, че дал съгласие".  Останалите Аджи (и особено Червената) не гледат с добро око на тази практика.   Зелената аджа е най-честата съюзница на Синята аджа.  Популярни представители: Егвийн Сейдай (с някои уговорки), Алана Сейдай , Джолайн Сейдай, Леане Сейдай.

### Жълта Аджа
Това е Аджата, специализирана в лекуването на всякакви физически травми и болести. Въпреки че всяка сестра може да лекува по-незначителни травми, обикновено само сестрите от Жълтата аджа имат по-значителен талант за това. Други по-маловажни качества на жълтите са, че могат много фино да обработват тер-ангреали, както и да прочистват каналите от плъхове- шпиони на Тъмния. Все пак лечителството остава главната функция на Жълтите. една от най-известните жълти аджи е Нинив ал Мийра. Тя открива как да цери Усмиряване, Опитомяване и  пр. - все неща считани за невъзможни от Века на разрушенито.  Популярни представители : Нинив Сейдай

### Сива Аджа
Дипломацията е основната функция на тази Аджа. Сивите сестри са известни с умереното си поведение и способността да намират  компромиси.

### Кафява Аджа
Това са същинските „книжни плъхове“ на бялата кула. Те търсят познанието и истината, но често са склонни да не забелязват нещата, които се случват непосредствено около тях. Все пак и тук са възможни изненади, някои кафеви аджи са се оказвали "тихи и дълбоки води"  Популярни  представители: Верин Сейдай

### Бяла Аджа
Аджата, която се е посветила на логиката в най-чистия ѝ вид. Белите търсят логични обяснения на всички събития в света. Често са лишени от емоции. Реално това са "роботите" в Колелото. Дълго време са считани за съюзници на сините, но извършван предателство и застават на страната на червените. Популярни представители: Алвиарин Сейдай

### Червена Аджа
Своеобразни инквизитори в рамките на Култата, червените имат за цел да ловят и „опитомяват“ мъже, имащи способността да преливат. Играят ролята на инквизиция. Както може да се предположи, червените нямат стражници, поради презрението което изпитват към мъжете. Популярни представители: Елайда Сейдай, Лиандрин Сейдай

### Черната Аджа
На практика това не е официална Аджа, а общото име което се използва за всички сестри мраколюбци. Повечето Айез Седай отричат съществуването на тази Аджа.
Айез Сейдай владеят определени таланти като Церене, Пътуване,Пророкуване, Сънебродство,  запридане на Праг и пр. Някои таланти временно са загубени (например Церене на Принуда или Сънебродството) и са преоткрити наново.